# Estació de Ginebra-Cornavin
L'Estació de Ginebra-Cornavin (en francès: Gare de Gèneve-Cornavin) és la principal estació de ferrocarril de Ginebra. Està localitzada al centre de la ciutat, als límits dels districtes de Saint-Gervais, Les Grottes i Les Pâquis. La plaça situada al davant de l'edifici principal és un important punt de confluència pel que fa al transport públic de la ciutat, on es troben diferents línies de tramvia i autobús.
L'estació és un important punt de partida de les línies Ginebra-Lausana, Ginebra-Lancy, Ginebra-Aéroport i Ginebra-Lió. Gestiona diàriament una mitjana de 230 sortides i arribades de trens de tot Suïssa i molts d'internacionals, principalment de França. El tràfic a França inclou trens TGV de llarga distància a París i Marsella. També ofereix serveis regionals al país veí a través de la xarxa TER Rhône-Alpes.